# Amlawdd Wledig
Amlawdd Wledig (en moyen gallois d'autres formes alternatives le présentent dans les sources sous le nom de 
Amlawd, Amlawt, Anlawdd, Anlawd, Amlodd, Amlwyd, Aflawdd et Anblaud) est un roi légendaire de la  Grande-Bretagne post-romaine. Le titre gallois [G]wledig, anciennement Gwledic ou Guletic et sa latinisation Guleticus, est la transcription de : « Seigneur, roi prince souverain » un terme qui désigne de nombreux souverains et princes brittoniques qui participèrent à la défense de l'île de Bretagne 
à l'époque du retrait des troupes de l'empire Romain; peut-être initialement en tant que commandant de milices locales dans le cadre de la province romaine de Bretagne.

## Localisation
Amlawdd Wledig est présenté comme le roi d'une partie du  Pays de Galles, peut-être la frontière avec l'actuel Herefordshire. Si on admet que le roi Gwrfoddw d'Ergyng est bien un fils Amlawdd Wledig, cela peut sembler logique qu'
Amlawdd ait été aussi un roi  Ergyng ou de la région du Herefordshire.

## Famille

### Ancêtres
Au moins trois généalogies différentes sont attribuées à  Amlawdd Wledig:
- The Bonedd yr Arwyr (Section 31) présente Amlawdd comme le fils de Kynwal, fils de Ffrewdwr, fils de Gwarvawr/Gwdion, fils de Kadif[en]/Kadien (Gadeon), fils de Cynan, fils d' Eudaf, fils de Caradoc, fils de Brân, fils de Llŷr[3].
- Peter Bartrum souligne qu'une généalogie différente est proposée pour  Amlawdd dans le Peniarth Manuscripts (en) 178, part 1, p. 1 par Gruffudd Hiraethog (en), (vers 1545), où sa fille Eigr (connue sous le noms Eigyr, Igraine ou Ygerne) est dénommé ferch (c'est-à-dire: fille de) Aflawdd Wledig ap Lambor (ou Lambord) ap Manael ap Carcelois ap Jossue ap Evgen chwaer Joseph d'Arimathie; en postulant  vers (p. 130) l'année 1400 , que le lignée des « Rois du Graal » selon les moines de Glastonbury, était issue de Lancelot  à partir d'Enigeus (une sœur de Joseph d'Arimathie) jusqu'à Lambor, le père du roi Roi Méhaigié, qui dans ce récit est le père d'un fils anonyme qui a son tour engendre la mère d' Arthur, Eigr or Ygerne. Bartrum souligne que ce texte gallois tardif adapte la généalogie remplaçant le mort  filius (fils), qui désigne le fils anonyme par Amlawdd Wledig[4],[5].
- Il a également été avancé que le nom d' Amlawdd peut être originellement le même que celui d' Amleth ou Amlethus, qui apparaît dans l'ouvrage du XIIIe siècle de Saxo Grammaticus Gesta Danorum et qui est à l'origine du personnage d'Hamlet de  William Shakespeare. Cependant, Amleth est décrit comme un Jute (plus que comme un Danois) qui a épousé la fille d'un souverain Breton lors de son premier voyage en Grande-Bretagne. En matière de chronologie, Amleth peut-être identifié avec Amlawdd Wledig. Cependant, Amlawdd n'est pas décrit comme étant d'origine  Jute ou Saxonne dans les textes arthuriens gallois[4].

### Épouses
Amlawdd est réputé avoir épousé  Gwen, la fille de  Cunedda Wledig, le roi légendaire du Hen Ogledd qui aurait migré vers le sud à la demande 
Vortigern pour chasser les envahisseurs irlandais du  royaume de  Gwynedd.

### Enfants
De nombreux personnages de la Légende arthurienne sont considérés, avec des niveaux de plausibilité variés, comme étant des enfants d'Amlawdd, dont:
- Eigyr, Igraine, Ygerne la mère du Roi Arthur[7].
- Rieingulid [Rhieinwylydd] , la mère de  Saint Ildut[7].
- Goleuddydd, la mère de Culhwch[7].
- Tywanwedd, Tywynwedd ou Dwywanedd, l'épouse de  Hawystl Gloff et la mère de Caradoc Freichfras, Gwyn ab Nudd, Gwallawc ab Lleenawg, et de Tyfrydog (en) (Source: Bonedd y Saint)[4] qui est un saint du VIe siècle[8].
- Deux filles anonymes, sœurs d' Enfeidas (f), issues d'une autre épouse d'Amlawdd nommée Denyw. Enfeidas est dite , dans Diu Crône, l'œuvre de Heinrich von dem Türlin;  tante d'Arthur, une déesse et reine d'Avalon.
- Gwyar, présentée par certains comme la mère  Gwalchmai ou Gawain; toutefois d'autres soulignent que  Gwyar est un nom masculin et que Gwyar est de plus le nom du père de Gwalchmai[9].
- le roi Gwrfoddw ou Gwrfoddw Hen d'Ergyng, qui est mentionné comme l'un des deux frères de la mère anonyme d'Arthur dans Culhwch et Olwen.[4]
- Twins Gweir Paladr Hir (Long bâton) et Gweir Gwrhyd Ennwir (Fausse Valeur), mentionnés comme les  « oncles » d'Arthur, frères de sa mère dans la liste des personnages de la cour d'Arthur détaillés dans le  Mabinogion.

## Relations avec le Roi Arthur et débat sur son historicité
Dans de nombreuses sources Amlawdd Wledig est présenté comme le grand-père maternel du roi Arthur, alors que d'autres suggèrent qu'il n'est qu'une construction littéraire  destinée à justifier les liens royaux dans l'œuvre en prose galloises le récit 
de Culhwch et Olwen entre Arthur, Culhwch, Saint Iltud et Goreu fab Custennin. Amlawdd n’apparaît pas dans la  Liste des rois légendaires de l'île de Bretagne que l'on peut établir à partir de l'Historia regum Britanniae de Geoffroy de Monmouth.

## Sources
- (en) Peter Bartrum, A Welsh classical dictionary : people in history and legend up to about A.D. 1000, Aberystwyth, National Library of Wales, 1993, AMLAWDD WLEDIG. (Legendary). (425) .
- Norma Lorre Goodrich (trad. de l'anglais), Le roi Arthur, Paris, éditions Fayard, 1991, 675 p. (ISBN 2-213-02739-0)